# Cemetery of Scream
Cemetery of Scream (Се́мітрі оф Скрім) — польський гурт, що виконує музику в стилі ґотичного металу зі впливами дум-металу. Виник у Кракові 1993 року. Назва означає «Цвинтар Крику». Музиканти неодноразово виступали в Україні, зокрема взявши участь у Global East Festival у Києві та Art in the Darkness у Львові.

## Історія
- 1992 — було сформовано перший мінімальний склад гурту, до якого увійшли Марцін Півоварчик та Ґржеґож Ксьонжек, які доти грали в треш- і дез-гуртах, що розпалися, і вирішили створити колектив, який би виконував дещо іншу музику, відмінну від їх попередніх гуртів.
- 1993 — з сесійним басистом Яцеком Круліком і вокалістом Марцін Котасем музиканти записали демо-альбом під назвою Sameone, який вийшов у квітні відразу на двох лейблах — Croon Records у Польщі та Wild Rags Records у США. Пізніше Яцек і Марцін стали повноправними учасниками гурту, а склад доукомплектувався з приходом гітариста Артура Олєшкевича і клавишниці Касі Рахвалік.
- 1995 — із запрошеними музикантами та вокалістами записано дебютний альбом Melancholy, що вийшов також на двох лейблах — Croon Records для Польщі та Serenades Records для Європи. Також знято перший в історії гурту кліп на пісню «Anxiety», який потрапив до збірки впливового німецького лейблу, що спеціалізується на важкій музиці — Nuclear Blast, й отримав назву «Beauty in Darkness». Нідерландський журнал «Aardschok» проголосив Melancholy альбомом місяця, а німецький «Metal Hammer» присвятив диску статтю, в якій були лише позитивні відгуки на адресу матеріалу і гурту.[1]
- 1998 — вийшов другий альбом гурту під назвою Deeppression, на якому на другій гітарі грав уже Павел Ґуральчик, що змінив Артура Олєшкевича 1997-го року. Після його виходу музиканти здобули ще більший успіх за кордоном.
- 1999 — вийшов мініальбом Fin de Siècle, матеріал якого було присвячено війні на Балканах; сюди було включено також кавер на пісню гурту Porcupine Tree «Radioactive Toy».
- 2000 — випуск третього альбому гурту Prelude To A Sentimental Journey, на якому музиканти вирішили повернутися до колишнього звучання і платівка вийшла в найкращих традиціях старого матеріалу, але при цьому не повторюючи його. Цей альбом вийшов уже на лейблі Mystic Production у Польщі, а також на Hammer Muzik в Європі, на Doom Records в Латинській Америці та на Irond Music в Росії, тим самим розширивши аудиторію слухачів.
- 2003 — переїзд на новий лейбл Metal Mind Productions та перевидання на ньому всіх своїх ранніх робіт — Sameone, Melancholy, Deeppression та Fin de Siècle, деякі з оновленим оформленням.
- 2006 — гурт покинули одразу 2 учасники, а саме один із засновників — ударник Ґржеґож Ксьонжек, а також вокаліст Марцін Котась, на місце яких прийшли Павел Ключевський на вокал і Томас Рутковський на ударні. В оновленому складі записано альбом The Event Horizon, що вийшов того ж року на лейблі Metal Mind Productions, з новою емблемою; матеріал є атмосферним ґотик-дум-металом, з чистим вокалом, який був основним практично у всіх піснях.
- 2009 — вихід нового альбому Frozen Images з новим вокалістом Оляфом Ружанським, який прийшов до гурту 2008-го року на місце Павела Ключевського. Звучання також оновилося, музика стала важчою. З-поміж сесійно запрошених вокалістів відзначився Тімотеус Тімек Єдрзейчик, що виконав партії другого вокалу для пісні «Cat's Grin» і знявся у кліпі на цю пісню. Також у кліпі на пісню «Prince Of The City's Lights», який було знято вже 2010 року, знялася бек-вокалістка Марта Муча.

## Учасники
Теперішні
- Павел Ґуральчик (Paweł Góralczyk) — гітара
- Оляф Ружанський (Olaf Różański) — спів
- Марцін Півоварчик (Marcin Piwowarczyk) — гітара
- Яцек Крулик (Jacek Królik) — бас-гітара
- Ґжеґож Ксьонжек (Grzegorz Książek) — перкусія
- Катажина Рахвалик (Katarzyna Rachwalik) — клавішні

Колишні
- Артур Олешкевич (Artur Oleszkiewicz) — спів
- Марцін Котась (Marcin Kotaś) — спів
- Себастьян Ґуралік (Sebastian Góralik) — спів
- Луця Чарнецька (Łucja Czarnecka) — спів
- Маґда Яґлаж (Magda Jaglarz) — спів
- Пйотр Лабузек (Piotr Łabuzek) — синтезатори
- Пауліна Півоварчик (Paulina Piwowarczyk) — голоси
- Лукаш Зайонц (Łukasz Zając) — скрипка

## Дискографія
Демо
- 1993 — Sameone

Альбоми
- 1995 — Melancholy
- 1998 — Deeppression
- 2000 — Prelude To A Sentimental Journey
- 2006 — The Event Horizon
- 2009 — Frozen Images

Мініальбоми
- 1999 — Fin de Siecle